# 气浮垫
空气轴承的一个具体应用，通过气浮使运行面与承载面形成一个气膜。因为具有低摩擦力，所以具有较高的稳定性和精度。通常用在三坐标测量仪等精密仪器上。